# Agalinis lanceolata
Agalinis lanceolata là loài thực vật có hoa thuộc họ Cỏ chổi. Loài này được (Ruiz & Pav.) D'Arcy mô tả khoa học đầu tiên năm 1980.